# The Life of a Showgirl
The Life of a Showgirl és el dotzè àlbum d'estudi de la cantautora estatunidenca Taylor Swift. Està previst que es publiqui a finals de l'any 2025 a través de Republic Records.

## Fons
Cinc mesos després del llançament del seu onzè i fins ara darrer àlbum d'estudi, The Tortured Poets Department (2024), Taylor Swift va començar a fer referències a nova música el 21 de setembre de 2024, portant un collaret amb les seves inicials al costat del número 12, que és el número d'àlbum que representarà el proper en la seva carrera. Després de concloure l'Eras Tour el 8 de desembre, va continuar fent insinuacions sobre el seu proper àlbum d'estudi, provisionalment anomenat "TS12" pels fans i els mitjans de comunicació, apareixent a la 67a edició dels Premis Grammy el 2 de febrer de 2025, portant arracades vermelles adornades amb 12 joies. Universal Music Sweden va informar en una publicació ara eliminada el 15 d'abril, que el violinista suec Erik Arvinder estava contribuint a TS12.
Posteriorment, el 30 de maig de 2025, Swift va anunciar que havia obtingut la plena propietat dels seus primers sis àlbums d'estudi, concloent una disputa de sis anys que l'havia portat a refer les seves cançons i publicar-les sota reedicions anomenades "Taylor's Version". El missatge als fans que anunciava la notícia incloïa un nou logotip de les seves inicials (TS), dissenyat en un nou estil art déco. Com en els seus llançaments d'àlbums anteriors, Swift va incloure diversos ous de Pasqua a la declaració, com ara dotze lletres consecutives de "I" a la frase "I was thiiiiiiiiiiiiis close", i limitant la disponibilitat de la carta al seu lloc web a 12 dies.
Hits, una publicació especialitzada en música, va informar sobre "rumors sísmics d'un nou àlbum de Taylor Swift", retirant la notícia hores més tard, el 15 de juliol de 2025. L'Express Tribune va afirmar el 26 de juliol que Swift havia filmat en secret un videoclip el 24 de juliol a Los Angeles.
L'11 d'agost del 2025, els comptes oficials gestionats per l'equip social de l'autora anomenats "Taylor Nation" a Instagram, TikTok i X van començar a fer referència a un proper anunci amb una publicació que contenia 12 fotos de la cantant amb conjunts de color taronja de l'Eras Tour. La publicació també tenia el subtítol críptic: "Pensant en quan va dir "Ens veiem a la propera era..." ❤️‍🔥", al·ludint a la frase amb que l'artista es va acomiadar del seu públic fent esment a la propera publicació que faria.

## Promoció
Swift va anunciar l'àlbum i el seu títol com a The Life of a Showgirl, a través del seu lloc web el 12 d'agost de 2025, després d'un compte enrere que expirava a les 12:12 hora de la costa est americana. Juntament amb l'anunci es va fer disponible la prevenda del CD, el casset i el disc de vinil de color "Portofino Orange" del mateix. Simultàniament, Swift també va aparèixer en un teaser de la seva aparició al podcast esportiu setmanal New Heights, presentat per la seva parella i jugador de futbol americà dels Kansas City Chiefs Travis Kelce i el seu germà Jason, ex-jugador de futbol americà pels Philadelphia Eagles, en què mostra la portada borrosa de l'àlbum.
Més tard aquell mateix dia, Swift va compartir una llista de reproducció de Spotify titulada "And, baby, that's show business for you", amb una imatge de portada de les seves inicials en taronja sobre un fons verd clar i cançons del seu catàleg produïdes per Max Martin i Shellback, cosa que suggereix que el duet va produir The Life of a Showgirl .

## Identitat de l'àlbum
Històricament, Swift havia preferit títols d'una sola paraula per als seus àlbums, però amb el seu avantdarrer projecte, The Tortured Poets Department, va trencar aquest patró. Ha fet referència al paper de ballarina algunes vegades al llarg de la seva carrera. Al videoclip "Bejeweled" de Midnights (2022), Swift interpreta la seqüència de copa de martini de la ballarina burlesque americana Dita Von Teese i lidera un equip de ball burlesque amb un glamurós vestit de dues peces. A la gira Eras, a l'actuació de The Tortured Poets Department, la representació teatral de "I Can Do It with a Broken Heart" (2024) presenta Swift liderant un grup de ballarins de fans.

## Historial de llançaments
| Regió    | Data                | Format(s)                      | Etiquetes |
| -------- | ------------------- | ------------------------------ | --------- |
| Diversos | 3 d'Octubre de 2025 | CD · cinta de cassette · vinil | Republic  |